# Stanisław Narewski
Stanisław Kostka Maciej Narewski (ur. 27 lutego 1865 w Warszawie, zm. 6 stycznia 1932 w Tomaszowie Mazowieckim) – lekarz, działacz społeczny i polityczny. 

## Rodzina
Był synem Ignacego i Michaliny z Rostafińskich. Pochodził z rodziny znanej z patriotyzmu; pradziad Kazimierz Narewski walczył w powstaniu kościuszkowskim, dziadek po upadku powstania listopadowego emigrował do Anglii, natomiast ojciec Ignacy Narewski przystąpił do oddziału majora Jana Drewnowskiego i walczył pod Ulowem i Cyrusową Wolą w 1863 roku. 
Poślubił Agatę Konstancję Elbel (1869–1926), córkę tomaszowskiego fabrykanta Adolfa Elbela i Agaty z domu Bando. Miał z nią syna Jerzego Stanisława (1898–1918), ułana 7 pułku ułanów lubelskich, poległego w wojnie bolszewickiej oraz trzy córki: Helenę (ur. 1889), Irenę Augustę (ur. 1899) i Janinę Agatę (ur. 1902). 
Szwagrem dra Narewskiego był znany fabrykant tomaszowski Maurycy Piesch. 

## Edukacja i praca
Ukończył z odznaczeniem IV gimnazjum w Warszawie. Podjął studia medyczne na Cesarskim Uniwersytecie Warszawskim, które ukończył w 1887 roku. Po otrzymaniu dyplomu lekarza przez 2 lata praktykował w Ujeździe. Następnie wyjechał na dalsze studia za granicę. Słuchał wykładów w Wiedniu, Monachium, Berlinie i Pradze. W Wiedniu wysłuchiwał jako wolny słuchacz wykładów na Uniwersytecie, prywatnie zaś studiował u prof. Karola Herzfelda. Jednocześnie był hospitantem w szpitalu Marii Teresy. W czasie popytu za granicą zapoznał się z metodami wodolecznictwa. 
Juliusz Karol Ostrowski – właściciel dóbr tomaszowskich – przebywający w Worischhofen zaproponował Narewskiemu założenie podobnego zakładu w Gustku pod Tomaszowem Mazowieckim. Po powrocie do kraju wraz z drem Janem Serafinem Rode spowodował, że Narewski osiedlił się w Tomaszowie Mazowieckim. Narewski asystował Rodemu w pierwszych 7 latach pobytu w mieście. Właśnie dr Rode wywarł duży wpływ na jego postawę i stosunek do chorych. Traktował swój zawód jako powołanie, stąd też nie tylko leczył biednych bezpłatnie, ale także wspomagał ich finansowo. Pozostał czynny jako lekarz do ostatnich dni swego życia. W 1927 roku na 40-lecie pracy lekarskiej hołd oddało mu całe społeczeństwo Tomaszowa Mazowieckiego. W roku 1931 wysunięto jego kandydaturę na pełnienie funkcji lekarza w Rezydencji Prezydenta RP w Spale. 

## Działalność społeczno-kulturalna
Narewski równie doniosłą rolę odegrał w życiu społecznym i politycznym miasta. Pracę publiczną podjął w okresie zaboru, działając konspiracyjnie. W czasie I wojny światowej został prezesem Komitetu Pomocy Biednym, który zajmował się organizowaniem dożywiania pozbawionych pracy i jakichkolwiek środków utrzymania mieszkańców Tomaszowa Mazowieckiego. Własnym kosztem przez 2 lata utrzymywał Przytułek dla Sierot, a po wskrzeszeniu Katolickiego Towarzystwa Dobroczynności przekazał go wraz z całym majątkiem. W latach 1916–1922 prezesował Radzie Opiekuńczej, która zajmowała się dożywianiem najbiedniejszych, organizowaniem ochronek i zaopatrywaniem dzieci w zeszyty i książki oraz bezpłatnym leczeniem ludzi ubogich. W wyniku działalności m.in. wydawano dziennie do 3000 bezpłatnych obiadów oraz urządzono 7 ochronek, w których umieszczono 1000 dzieci. Od roku 1919 do końca życia Narewski prezesował miejscowej Straży Ogniowej, która rozwijała różnorodną działalność. Przewodniczył przez okres 3 lat Dozorowi Szkolnemu w Tomaszowie Mazowieckim. Należał do inicjatorów powołania do życia Gimnazjum Realnego. Narewski rozwijał ponadto na terenie miasta szeroko zakrojoną akcję odczytową. Wygłosił setki prelekcji z dziejów nauki oraz problematyki medycznej i historii. Według świadectwa Tadeusza Seweryna, Narewski był posiadaczem pierwszorzędnej wartości galerii obrazów mistrzów krajowych i zagranicznych.

## Działalność patriotyczno-polityczna
Narewski podejmował również działalność patriotyczną i polityczną. Należał do inicjatorów obchodów setnej rocznicy śmierci Tadeusza Kościuszki. Współtworzył publikację „Tomaszów Bohaterowi Narodowemu” (Warszawa 1918). W wyniku jego zabiegów doszło do wystawienia w centrum miasta pomnika Kościuszki. Następnie był inicjatorem budowy pomnika Poległych Żołnierzy Tomaszowa oraz popiersia swego nauczyciela dra Jana Serafina Rodego, którego dzieło kontynuował. Narewski należał do czołowych działaczy Stronnictwa Narodowego na terenie miasta. Reprezentując to ugrupowanie w latach 1917–1919 pełnił funkcję prezesa Rady Miejskiej. W czasie wojny polsko-bolszewickiej piastował stanowisko prezesa Miejskiego Komitetu Obrony Państwa. 

## Ordery i odznaczenia
- Krzyż Oficerski Orderu Odrodzenia Polski (pośmiertnie, 9 listopada 1932)[3]
- Złoty Krzyż Zasługi (6 marca 1930)[4]

## Upamiętnienie
W uznaniu zasług nadano imię Stanisława Narewskiego jednej z ulic miasta Tomaszowa Mazowieckiego.